# Rodplumsita
La rodplumsita és un mineral de la classe dels sulfurs. El seu nom fa referència als dos metalls que el componen rodi i plom (plumbum en llatí).

## Característiques
La rodplumsita és un mineral de plom, rodi i sofre, químicament és un sulfur doble, de fórmula química Rh₃Pb₂S₂. És de color blanc, i té una densitat de 9,74 g/cm³. Cristal·litza en el sistema trigonal.
Segons la classificació de Nickel-Strunz, la rodplumsita pertany a «02.BD: Sulfurs metàl·lics, M:S > 1:1 (principalment 2:1), amb Pb (Bi)» juntament amb els següents minerals: betekhtinita, furutobeïta, shandita, parkerita, schlemaïta i pašavaïta.

## Formació i jaciments
Fou descoberta el 1983 als Urals, Rússia, per A.D. Genkin, L.N. Vyal'sov, T.L. Evstigneeva, I.P. Laputina i G.V. Basova. Es tracta de l'únic indret de tot el planeta on ha estat descrita aquesta espècie mineral.